# Uetterodtsches Gericht
Das Uetterodtsche Gericht war eine territoriale Verwaltungseinheit der Ernestinischen Herzogtümer. Das Patrimonialgericht der Herren von Uetterodt gehörte ab 1640 zum Herzogtum Sachsen-Gotha, ab 1672 zum Herzogtum Sachsen-Gotha-Altenburg und ab 1826 zum Herzogtum Sachsen-Coburg und Gotha. 1837 gelangte es an den Herzog von Sachsen-Gotha.
Bis zur Verwaltungs- und Gebietsreform des Herzogtums Sachsen-Coburg und Gotha im Jahr 1858 und der damit verbundenen Auflösung bildete es als Patrimonialgericht bzw. Amt den räumlichen Bezugspunkt für die Einforderung landesherrlicher Abgaben und Frondienste, für Polizei, Rechtsprechung und Heeresfolge.

## Geographische Lage
Das Gebiet des Uetterodtschen Gerichts lag zwischen dem Nordwestrand des Thüringer Walds und der südöstlichen Abdachung der Hörselberge. Flüsse im Gebiet waren der Deubach, der Erbstrom und die Emse, letztere mündet im ehemaligen Amtsgebiet in die Hörsel.
Das Herrschaftsgebiet liegt heute im Westen des Freistaats Thüringen und gehört teilweise zum Landkreis Gotha und zum Wartburgkreis. 

## Angrenzende Verwaltungseinheiten
Das Uetterodtsche Gericht grenzte an folgende Gebiete:
- Westen: Amt Eisenach (Herzogtum Sachsen-Eisenach)
- Nordwesten: Herrschaft Farnroda (Burggrafen von Kirchberg, seit 1799 Herzogtum Sachsen-Eisenach)
- Norden und Nordosten: Wangenheimsches Gericht und Hopffgartensches Gericht (Herzogtum Sachsen-Gotha)
- Osten Amt Tenneberg (Herzogtum Sachsen-Gotha)
- Südosten Wangenheimsches Gericht (Herzogtum Sachsen-Gotha)
- Süden: Amt Tenneberg (Herzogtum Sachsen-Gotha)

## Geschichte
Die Geschichte des Uetterodtschen Gerichts begann im Jahre 1442 mit dem Erwerb der Scharfenburg bei Thal am Nordwestrand des Thüringer Waldes durch die Herren von Uetterodt. Nachdem im Sächsischen Bruderkrieg die Scharfenburg 1446 schwer beschädigt worden war, entstand nach 1455 im Talgrund des Erbbstroms ein Amtshaus in Thal. Mit diesem war die Bildung des Burgamtes Scharfenburg verbunden. Ab 1452/58 gehörten folgende Orte zu diesem: Thal, Deubach, Schwarzhausen, Schmerbach, Sättelstädt und ein Anteil von Schönau. Weiterhin gehörte das Kloster Weißenborn bis zu seiner Auflösung im Jahr 1536 zum Gerichtsgebiet. 
Den neuen Stammsitz in Thal erhielten die Herren von Uetterodt im Jahr 1478 von Herzog Wilhelm von Sachsen zu Lehen. Er blieb bis zum Jahr 1837 in Familienbesitz. Die Familie teilte sich im 16. Jahrhundert in zwei Linien, die ältere Linie behielt den Stammsitz in Thal. Die jüngere Linie zu Lupnitz hatte Besitzungen in Wenigenlupnitz und Melborn (Herzogtum Sachsen-Eisenach). Später wurden noch zwei Linien zu Schwarzhausen und Sättelstädt begründet. Im Jahr 1610 erhielten die Herren von Uetterodt einen eigenen Verwaltungsbezirk im Ort Ruhla zugesprochen, welcher seitdem „Ruhla Uetterodtschen Orts“ genannt wurde.
Die Lehnsoberhoheit über das Uetterodtsche Gericht lag seit 1640 beim Herzogtum Sachsen-Gotha, ab 1672 beim Herzogtum Sachsen-Gotha-Altenburg und ab 1826 beim Herzogtum Herzogtum Sachsen-Coburg und Gotha. Die Herrschaft des Uetterodtschen Gerichts wurde 1837 an den Herzog von Sachsen-Gotha verkauft. Mit dem Besitzwechsel wurde das uetterodtsche Patrimonialgericht in Thal in das Herzoglich Sächsische „Gerichtsamt Thal“ umgewandelt, welches 1838 um den tennebergischen Anteil von Ruhla und 1839 um weitere ehemalige Patrimonialgerichtsorte und Tenneberger Amtsorte erweitert wurde.
Das Herzogtum Sachsen-Coburg und Gotha wurde 1858 in selbständige Städte und Landratsämter gegliedert. Dabei wurde die Verwaltung des Gerichtsamts Thal dem Landratsamt Waltershausen zugeordnet. Die Justizbehörde wurde unter dem Namen „Justizamt Thal“ als Gerichtsinstanz fortgesetzt und 1869 um den Bezirk des aufgehobenen Justizamts Nazza erweitert. 1879 übernahm diese Funktion das Amtsgericht Thal.

## Zugehörige Orte
Dörfer
- Thal
- Schwarzhausen
- Schmerbach
- Sättelstädt
- Deubach

Dörfer in anteiligem Besitz
- Ruhla (Uetterodtscher Anteil)
- Schönau an der Hörsel (Uetterodtscher Anteil)

Burgen und Klöster
- Scharfenburg
- Kloster Weißenborn (1536 aufgelöst)